# Tales from the Loop
Tales from the Loop (no Brasil, Contos do Loop) é uma série de televisão americana de ficção científica baseada no livro de pinturas de mesmo nome, do artista gráfico sueco Simon Stålenhag. A série estreou na Amazon Prime Video em 3 de abril de 2020 e os oito episódios da primeira temporada foram lançados simultaneamente. O elenco é formado por Jonathan Pryce, Rebecca Hall, Christin Park, Daniel Kang, Jane Alexander e Paul Schneider.

## Sinopse oficial
"Inspirada pelas incríveis pinturas de Simon Stalenhag, Contos do Loop explora as aventuras alucinantes de pessoas que vivem acima do Loop, uma máquina construída para abrir e explorar os mistérios do universo, tornando realidade coisas anteriormente relegadas à ficção científica."

## Elenco e personagens
- Rebecca Hall como Loretta.[7]
- Tyler Barnhardt como Danny Jansson.[8]

## Episódios
| N.º | Título                     | Dirigido por     | Escrito por       | Lançamento         |
| --- | -------------------------- | ---------------- | ----------------- | ------------------ |
| 1 | "Loop" "Loop"              | Mark Romanek     | Nathaniel Halpern | 3 de abril de 2020 |
| Uma menina que mora em uma cidade pequena fica curiosa com o trabalho misterioso que sua mãe faz no subsolo em um local conhecido como Loop. |                            |                  |                   |                    |
| 2 | "Transpose" "Transposição" | So Yong Kim      | Nathaniel Halpern | 3 de abril de 2020 |
| Uma descoberta na floresta dá a dois adolescentes a oportunidade de saírem de suas vidas.                                                    |                            |                  |                   |                    |
| 3 | "Stasis" "Êxtase"          | Dearbhla Walsh   | Nathaniel Halpern | 3 de abril de 2020 |
| Ao se apaixonar, uma adolescente tenta fazer esse momento durar para sempre.                                                                 |                            |                  |                   |                    |
| 4 | "Echo Sphere" "Ecoesfera"  | Andrew Stanton   | Nathaniel Halpern | 3 de abril de 2020 |
| Um menino encontra uma estrutura misteriosa conhecida como Ecoesfera e deve enfrentar a natureza da existência.                              |                            |                  |                   |                    |
| 5 | "Control" "Controle"       | Tim Mielants     | Nathaniel Halpern | 3 de abril de 2020 |
| Para manter sua família em segurança, um homem faz uma escolha incomum.                                                                      |                            |                  |                   |                    |
| 6 | "Parallel" "Paralelo"      | Charlie McDowell | Nathaniel Halpern | 3 de abril de 2020 |
| Um homem viaja para um mundo desconhecido em busca do amor.                                                                                  |                            |                  |                   |                    |
| 7 | "Enemies" "Inimigos"       | Ti West          | Nathaniel Halpern | 3 de abril de 2020 |
| Uma viagem a uma ilha misteriosa leva a uma descoberta monstruosa.                                                                           |                            |                  |                   |                    |
| 8 | "Home" "Casa"              | Jodie Foster     | Nathaniel Halpern | 3 de abril de 2020 |
| Um menino procura o irmão perdido em uma tentativa de recapturar o passado.                                                                  |                            |                  |                   |                    |

## Produção
Em 17 de julho de 2018, foi anunciado que a Amazon havia encomendado a produção de uma primeira temporada de oito episódios adaptando o trabalho do sueco Simon Stålenhag, artista especializado em pinturas digitais futuristas, que teve suas artes adaptadas para um RPG de mesa chamado Tales from the Loop, lançado em 2017. Entre os produtores executivos temos Matt Reeves, Adam Kassan, Rafi Crohn, Nathaniel Halpern, Mark Romanek, Mattias Montero, Johan Lindström e Samantha Taylor Pickett. As empresas de produção envolvidas na série foram 6th & Idaho, Indio, Amazon Studios e Fox 21 Television Studios.

## Recepção
No dia da estreia da série, em 3 de abril de 2020, o RottenTomatoes, website americano agregador de críticas de cinema e televisão, atribui a toda a temporada uma classificação de 71% entre os críticos, com 17 críticas.